# Sana Commerce
Sana Commerce ist ein Software-Unternehmen mit Sitz in der Van-Nelle-Fabrik in Rotterdam, den Niederlanden. Das Unternehmen ist spezialisiert auf Softwarelösungen für den Online-Handel mit ERP-Integration. Sana Commerce wurde 2008 gegründet und ist ein Tochterunternehmen der ISM eCompany, die 1992 von Jan Kees de Jager und Karel van der Woude gegründet wurde.

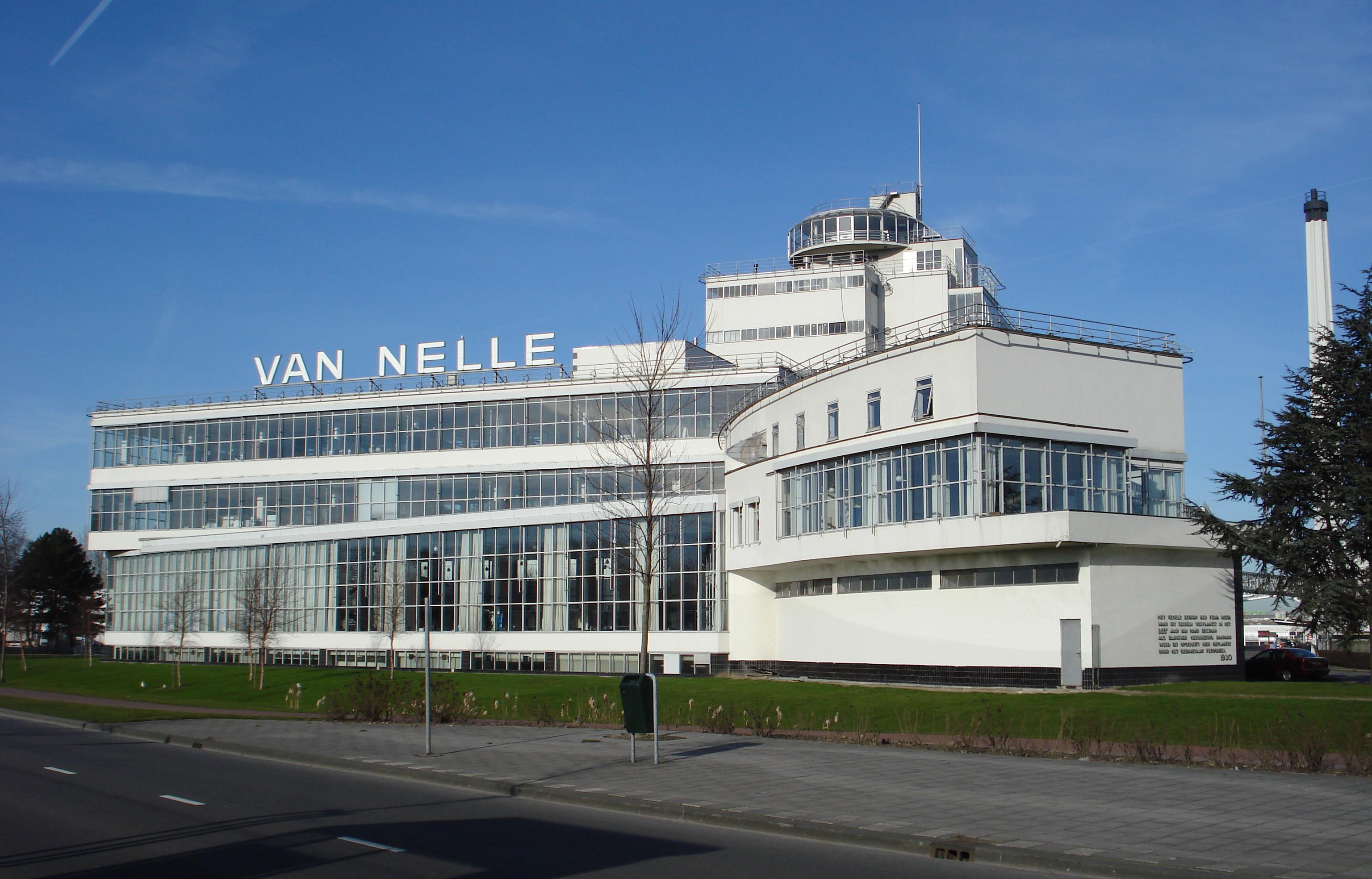
Sanas Firmensitz in Rotterdam in der Van-Nelle-Fabrik

## Geschichte
Vor der Gründung von Sana Commerce, war SANA (Spectra Application Network Architecture) als Software-Plattform für Webanwendungen und Content-Management bei der ISM eCompany im Einsatz. 2008 wurde die Software zu einer integrierten E-Commerce-Lösung weiterentwickelt und in Sana Software umbenannt. Von Beginn an war Sana Software für Microsoft Dynamics NAV und Microsoft Dynamics AX verfügbar. 2013 wurde der Name zu Sana Commerce geändert. Seit 2014 ist Sana Commerce auch für SAP ERP verfügbar.